# دهگلان
دِهگُلان (به کردی: دێولان) یکی از شهرهای استان کردستان و مرکز شهرستان دهگلان واقع در غرب کشور ایران است که به لیلاخ (ییلاق) مشهور است. شهر دهگلان در ۴۵ کیلومتری سنندج واقع شده و در تابستان سال ۱۳۸۶ به تشخیص وزارت کشور و بنا بر موقعیت، جمعیت و نیاز و پیشرفت منطقه‌ای به شهرستان ارتقا پیدا کرد و به دلیل زمین‌های حاصلخیز، به قطب کشاورزی استان کردستان شناخته می‌شود.

## نام
اسم این شهر از اول (دێولان) بوده و در حال شهروندانش با همین نام شهرشان را به دیگران می‌شناسانند، اسم دهگلان مستعار و جدید می‌باشد. گفتنی است دیولان از ترکیب دو کلمه (دیو) به معنی خدا (دیو یکی از واژه‌های کهن و قدمت آن به دوران آریاییان می‌رسد)، و (لان) به معنی جایگاه که معنی کلی (دیولان) جایگاه خدا می‌باشد.

## موقعیت جغرافیایی و هواشناسی(آب و هوا)
شهرستان دهگلان در شرق استان با مساحت کلی ۲۵۰۰ کیلومتر مربع و در ارتفاع ۱۸۰۰ متری از سطح دریا قرار گرفته است.
شهرستان دهگلان از شمال به شهرستان بیجار و شهرستان دیواندره از شرق به شهرستان قروه، از جنوب به شهرستان کامیاران و شهرستان سنقر و از غرب به شهرستان سنندج محدود می‌شود.

### آب و هوا
شهر دهگلان دارای زمستان‌های بسیار سرد و تابستان‌های با هوای دلنشین و معتدل است.

## مردم‌شناسی

### جمعیت
برپایه برآورد عمومی و نیز مطابق با اطلاعات داده شده پایگاه خبری تحلیلی هاژه در سرشماری سال ۱۴۰۰ جمعیت شهر دهگلان بالغ بر ۶۵ هزار و ۴۰۰ نفر پیش بینی شده است که با شهر های دیواندره و سرور آباد جزو شهر هایی بوده اند که دارای جمعیت زیر پنجاه هزار نفر بوده اند و جمعیت ساکن در روستاها در مقایسه با جمعیت شهری آن بیشتر است.
طبق سرشماری سال ۱۴۰۰ جمعیت شهرستان دهگلان بدین صورت است:
جمعیت مرد: ۳۳۳۰۰
جمعیت زن:۳۲۰۰۰
جمعیت شهری:۳۱۵۰۰
جمعیت روستایی:۳۳۹۰۰

### زبان
شهرستان دهگلان دارای مردمانی کُردزبان است و با زبان کُردی اردلانی گویش لیلاخی تکلم می‌کنند.
البته چند روستا از جمله جوانمرد آباد باشماق قادرمرز و بعضی های دیگر با زبان کردی گورانی حرف میزنند.

### مذهب
مردم دهگلان مسلمان و سنی شافعی مذهب هستند.

## مناطق گردشگری
مناطق گردشگری دهگلان شامل: سدهای قوچم، به‌رده ره‌ش، سد سورال و سد سنگ‌سیا.
از ارتفاعات می‌توان به کوه‌های هفت سواران،سلطان سراج، سرمه‌لی، پنجه‌لی، قه‌لایلان، خاتون شیشه‌ری و شیدای نازدار اشاره کرد.

## جاذبه‌های تاریخی

### نوشته تاریخی مربوط به ۲۲ هزار سال قبل از میلاد
در دوره افشاریان قلمرو سبحان‌الله خان، کردستان، همدان، زنجان و قزوین بوده است، در دامنه کوه صخره‌ای هست که نوشته‌ای تصویری با خط هیروگلیف در آن وجود دارد و قدمت آن به ۲۲ هزار سال قبل از میلاد برمی‌گردد. همچنین آتشکده‌ای بوده که هم اینک ویران شده اما صخره‌هایش باقی مانده و وجود خاکستر درون آن دلیل بر این ادعاست. اهالی معتقدند این مکان، زیارتی و مقدس است و از این جهت در گذشته بیشتر مراسم‌ها را درآنجا برگزار می‌کردند. این اثر تاریخی در سال ۱۳۸۱ در فهرست آثار ملی کشور ثبت شده است.

### کوه و مقبره شیدا
کوه شیدا یکی از مکان‌های تاریخی و گردشگری شهر دهگلان است که در میان افراد شهر دهگلان به نام‌های کوه شیطه یا کوه شیا (به معنی کوه نور) معروف می‌باشد؛ که حدود ۲۲۳۲ متر ارتفاع دارد. کوه شیدا آرامگاه گنبدی شکل به نام شیدای نازار در بالای خود دارد که بنا به روایت‌هایی آرامگاه امان‌الله خان والی کردستان است. آرامگاهی که در بالای کوه شیدا قرار دارد در سال ۱۳۸۱ به ثبت آثار ملی ایران رسید. در دامنه کوه شیدا پوشش گیاهی مانند درختان بادام، گون درمنه، گندمیان و مرزه کوهی وجود دارد که در مسیر کوهپیمایی ممکن است با آنها رو به رو شوید.

### شیطان بازار
منطقه شیطان بازار در دو کیلومتری کوه شیدا در شهرستان دهگلان قرار دارد. ویژگی این منطقه وجود سنگ‌های آهکی است که در اثر عوامل طبیعی مانند باد و باران به شکل‌های عجیبی مانند انسان و حیوان درآمده‌اند و گردشگران بسیاری برای دیدن سنگ‌های عجیب این منطقه راهی دهگلان می‌شوند.

### کوه هفت‌سواران
هفت‌سواران کوهی در منطقه لیلاخ کردستان مابین دو روستای جوانمردآباد و کله‌ره‌ش قرار گرفته که در میان اهالی کوهی تفریحی زیارتی منطقه لیلاخ است.شواهد نشان میدهد که این مکان در گذشته آتش کده دوره اشکانی و مکان تدفین مردگان بوده و کوه مقدسی است.
به نقل از اهالی منطقه، زمانی هفت سوارکار شجاع که در مقابل حمله لشکر مغول مقاومت کرده‌اند بعد از جان‌باختن در این کوه تدفین شده‌اند.

### سدهای سورال و سنگ سیاه
سد سورال در ۲۰ کیلومتری جنوب غرب دهگلان و سه کیلومتری جنوب روستای سورال قرار دارد و مکان مناسبی برای تفریح مردم دهگلان و روستاهای اطراف این سد است. در حال حاضر این سد فاقد امکانات رفاهی برای مردم است و قرار است برای این مهم، سرمایه‌گذار بخش خصوصی وارد عمل شود. سد سنگ سیاه نیز در ۲۰ کیلومتری جنوب شرق دهگلان قرار دارد و مکان تفرج و ماهیگیری مردم منطقه است.